# Leopold Staff
Leopold Henryk Staff (Leópolis, Imperio Austríaco, 14 de noviembre de 1878-Skarżysko-Kamienna, Polonia, 31 de mayo de 1957) fue un poeta polaco, uno de los mayores exponentes del modernismo en Europa, aparte de ser doctor honoris causa en las universidades de Varsovia y Cracovia y ser nominado al Premio Nobel de Literatura por el PEN Club.
Representante del clasicismo y el simbolismo en la poesía del movimiento Joven Polonia, Staff fue autor de muchos poemas influenciados por los pensamientos de Friedrich Nietzsche y de las ideas de la orden franciscana.

## Biografía
Staff nació en Lwów (entonces parte del Imperio Austríaco; actualmente Leópolis, Ucrania) durante las Particiones de Polonia. De origen checo, él era uno de los tres hijos de la repostera de la ciudad. Estudió derecho y filosofía en la Universidad de Leópolis, y en 1918 se instaló en Varsovia tras que ésta obtuviera su independencia tras la Primera Guerra Mundial. Murió a la edad de 78 años en Skarżysko-Kamienna poco después de que Polonia pasara a adoptar un régimen comunista, y fue enterrado en Varsovia en el Cementerio Powązki.
Staff fue muy influyente durante el período de entreguerras, incluso en la vida de Julian Tuwim, el cual se basó en la obra de Leopold Staff para fundar el movimiento literario Skamander junto a otros importantes poetas polacos de principios del siglo XX. Entre sus obras más destacadas se encuentra "Most", "Podwaliny" (adaptado por el poeta polaco Czesław Miłosz) y "Trzj Miasta", este último escrito en 1954, tras años antes de su muerte.